# Giovanni Battista Pieroni
Giovanni Battista Pieroni (1586 San Miniato, Florencie – 1654) byl raně barokní italský architekt, fortifikační inženýr a urbanista, který značnou část svého života působil v českých zemích. Šíře Pieroniho zájmů byla veliká, nejvíce se však uplatnil jako stavitel a fortifikační inženýr a proslavil se také jako astrolog a autor horoskopů.

## Život
Giovanni Battista Pieroni se narodil ve Florencii jako syn Alessandra Pieroniho, dvorního architekta italského rodu Medicejských.
Během studií práv na univerzitě v Pise se seznámil s Galileem Galileim, s nímž ho pojil zájem o matematiku a astronomii, a s nímž si i později čile dopisoval. 
Pieroniho v roce 1620 doporučila toskánská velkovévodkyně Marie Magdalena, sestra císaře Ferdinanda II., který ji požádal o vyslání odborníka na stavby pevnosti. Pieroni do Vídně přicestoval spolu se svým asistentem Bacciem del Bianco. V následujících letech provedl revizi mnoha pevností v říši a vypracoval plány na jejich vylepšení a rozšíření. Jeho asistent Bianco ho později popsal jako „astrologického architekta“.
Na podzim roku 1622 se Pieroni přestěhoval do Prahy. V této roli vstoupil v roce 1622 do habsburských služeb v Praze. Projektoval, upravoval a rozšiřoval pevnosti zpočátku zejména v Uhrách, ale později i jinde na území Habsburské říše. Zastával pozici císařského pevnostního architekta a podílel se například na fortifikačních pracích a plánech pro Uherské Hradiště, Bratislavu, Ostřihom, Komárno, Kladsko, Terst, dokonce i Prahu nebo Vídeň, v letech 1640–49 také dohlížel na posílení brněnského fortifikačního systému včetně Špilberku.
V Praze se také záhy setkal se svým zadavatelem Albrechtem z Valdštejna, pro nějž Pieroni navrhl zahradu a sala terrenu Valdštejnského paláce a snad i zdejší jízdárnu. Pieronimu a jeho blízkým spolupracovníkům se připisuje i výzdoba paláce astrologickými a astronomickými vyobrazeními. Ve valdštejnském sídelním městě Jičíně rozšířil Pieroni děkanský kostel sv. Jakuba a spolu s Andreou Spezzou také jičínský zámek.  V roce 1627 se v Praze setkal rovněž s Johannesem Keplerem a zúčastnil se jeho astronomických pozorování. Krátce nato vstoupil do Valdštejnových služeb také Kepler. Pieroni byl prostředníkem mezi Keplerem a Galileem, kterému poslal několik Keplerových děl, a usiloval o vydání Galileových spisů. Pieroni také zůstával v kontaktu s medicejským dvorem, který pravidelně informoval o politickém, kulturním a vojenském dění v Praze.
V roce 1627 Pieroni vytvořil scénu a sestavil stroje pro provedení hudebího pastorale La Transforme di Calisto u příležitosti císařova pobytu v Praze. 
Brzy začal působit i jako stavitel pro význačné představitele šlechty působící v českých zemích, například Jana Oldřicha z Eggenbergu, Jaroslava Bořitu z Martinic, Karla z Lichtenštejna nebo Ottavia Piccolominiho. V letech 1628 až 1632 Pieroni realizoval další projekt na rozšíření opevnění Valdštejnova zámku v Bělé pod Bezdězem.
Zvláště významné jsou jeho práce pro Rombalda Collalta ve Vídni a v Brtnici u Jihlavy v roce 1629 a především pro Albrechta z Valdštejna. S ním jakožto s vrchním velitelem císařských vojsk spolupracoval na stavbách pro armádu, zároveň mu ale projektoval i řadu soukromých staveb v Praze a v Jičíně, kde měl podle všeho zásadní podíl na plánech na ucelenou přestavbu města v reprezentativní centrum Valdštejnova Frýdlantského vévodství.
V roce 1635 získal Pieroni v léno panství Dubenec, zkonfiskované po Valdštejnově smrti, nejprve jako správce a od roku 1650 jako stálý majitel. Během třicátých let 17. století se vrátil do Vídně. Od roku 1639 dokumentoval z pověření dvorské válečné rady stav opevnění v Chorvatsku a podél vojenské hranice. Zasloužil se také o opravy a počínající rozšiřování pražského městského opevnění po skončení třicetileté války jako inženýr z pověření městských velitelů Innocentia Contiho a Jana van der Croona a jako stavitelé pod jeho vedením pracovali Carlo Lurago a Santino Bossi. V tomto období Pieroni spolu s maršálem Croonem navrhl pro zámeckého pána Octavia Piccolominiho obranný systém náchodského zámku.
Až do své smrti roku 1654 zůstává Pieroni činný v císařských službách i u stavebníků z řad šlechty. Po jeho smrti převzal vedení výstavby pražského opevnění Filippo Talducci.

## Dílo
Pieroni byl zřejmě jedním z prvních významných raně barokních architektů působících ve střední Evropě. Mezi jeho spolupracovníky patřili mj. významní barokní architekti Baccio del Bianco, Nicolò Sebregondi či Carlo Lurago. Během svého života projektoval množství nejen fortifikačních, ale též církevních a sídelních či reprezentačních staveb. Zabýval se také urbanismem či komponovanou krajinou, mnohé z jeho plánů však nebyly realizovány, u některých staveb není jeho autorství zcela prokazatelné.
Na základě svých realizací napsal teoretické pojednání o opevnění Trattato delle fortificazioni moderne.

### Stavby, na nichž se Pieroni podílel (výběr)
- Valdštejnský palác (Praha)
- Kostel svatého Jakuba Staršího (Jičín)
- Jezuitská kolej (Jičín)
- Valdštejnská lodžie (Jičín)
- Kartuziánský klášter svatého Bruna (Valdice)
- Brtnice (zámek)
- Náchod (zámek)

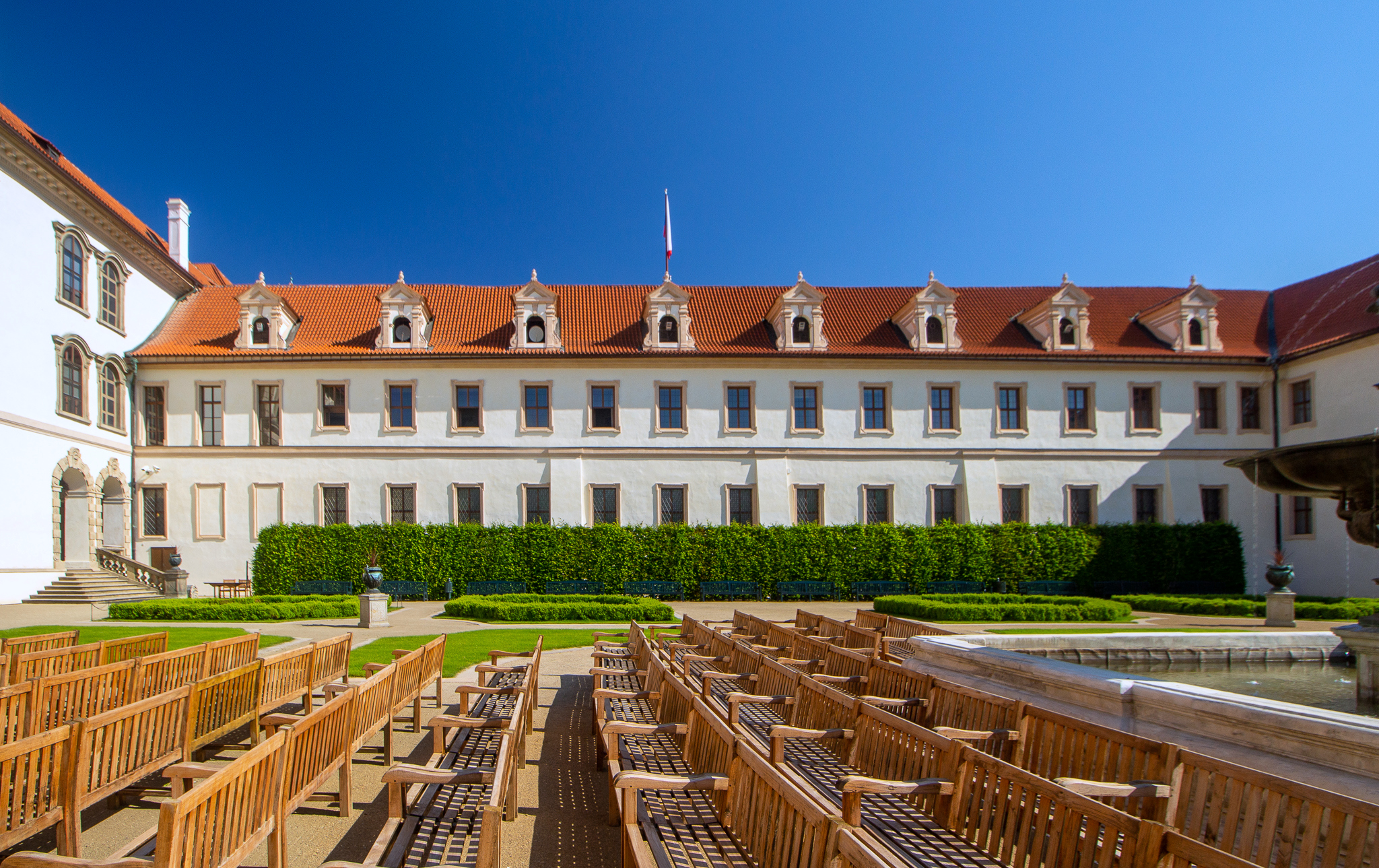
Valdštejnský palác
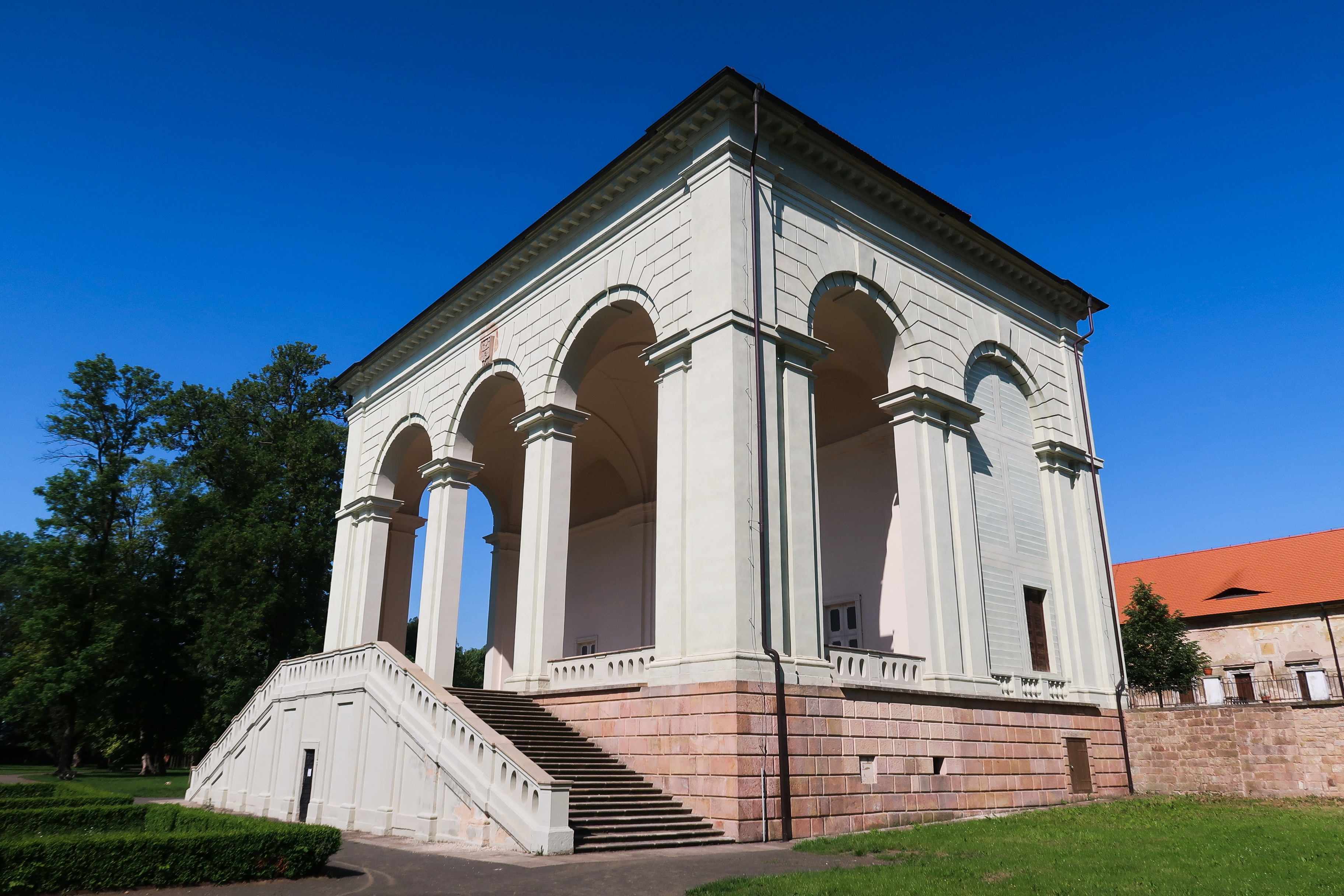
Valdštejnská lodžie
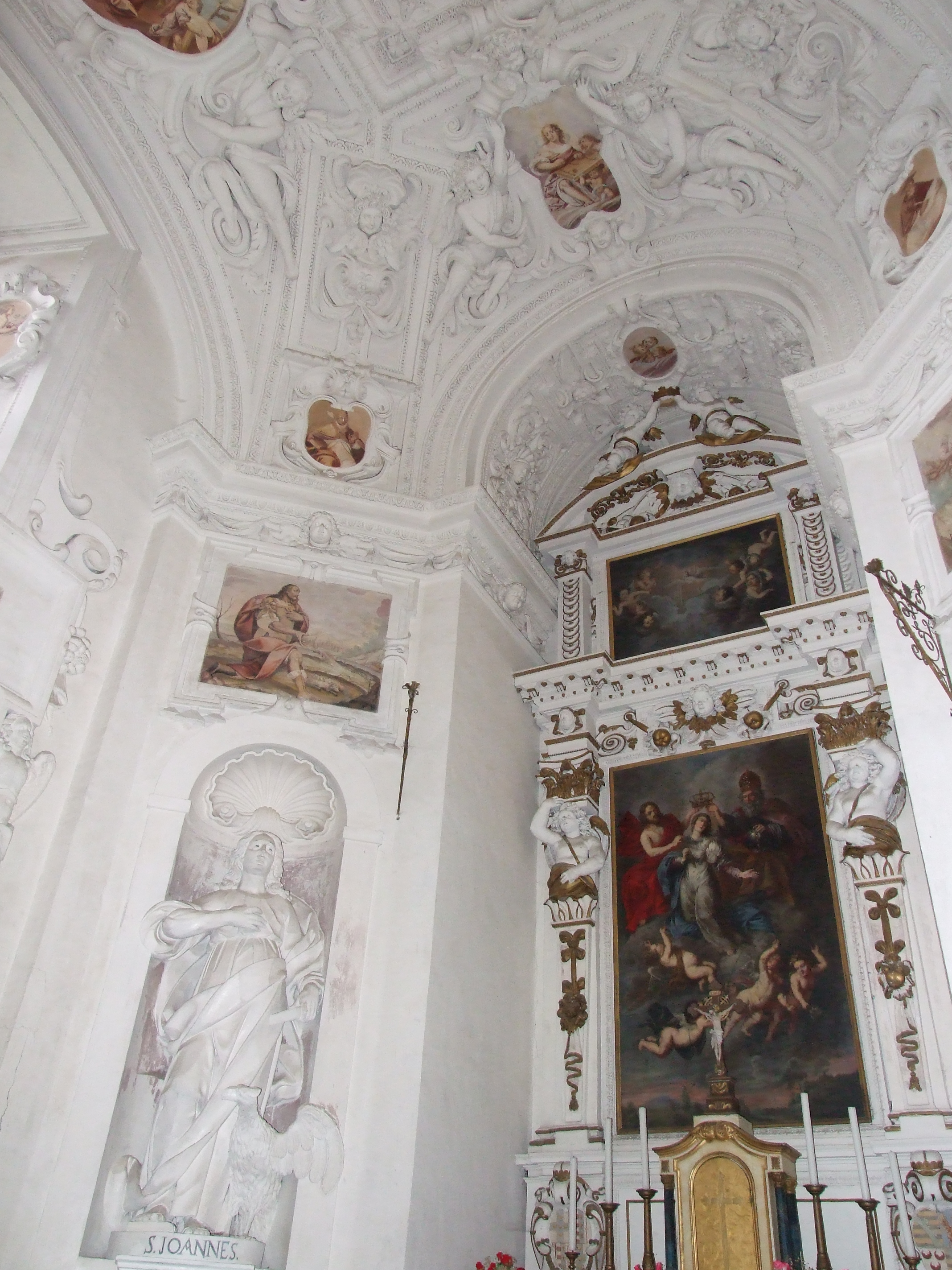
Kaple Nanebevzetí Panny Marie, zámek Náchod
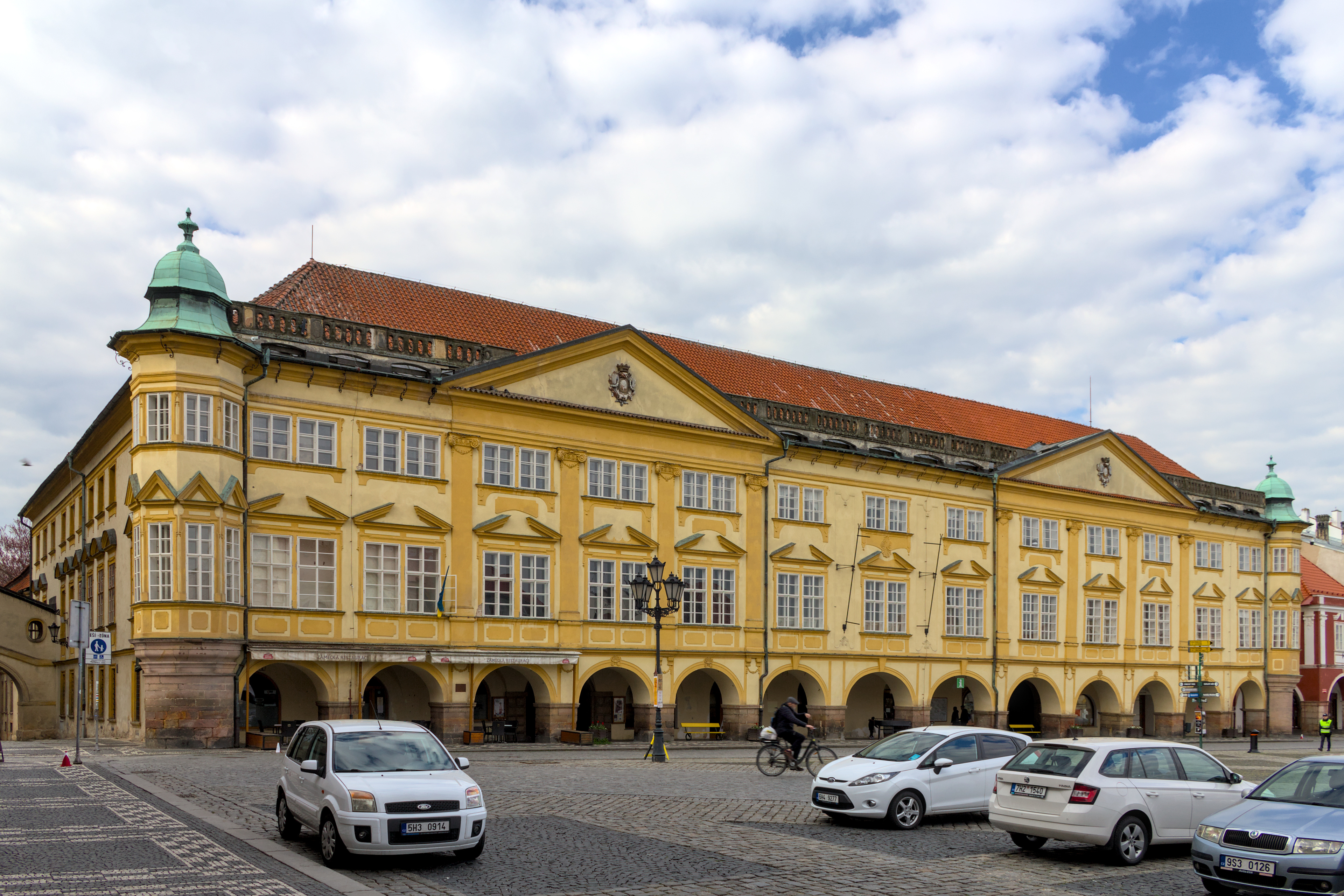
Zámek Jičín